# Ay Juancito
Pour plus de détails, voir Fiche technique et Distribution.
Ay Juancito est un film argentin réalisé par Héctor Olivera, sorti en 2004.

## Fiche technique
- Titre : Ay Juancito
- Réalisation : Héctor Olivera
- Scénario : Héctor Olivera et José Pablo Feinmann
- Pays d'origine : Argentine
- Genre : drame
- Date de sortie : 2004

## Distribution
- Adrián Navarro : Juan Pablo Duarte
- Inés Estévez : Alicia Dupont
- Leticia Brédice : Yvonne Pascal
- Norma Aleandro : Doña Juana
- Natalie Pérez : Susana Canales
- Maida Andrenacci